# Kousoku Sentai Turboranger
Kousoku Sentai Turboranger (高速戦隊ターボレンジャー, Kōsoku Sentai Tāborenjā, vertaalt als High Speed Squadron Turboranger) is de dertiende Sentai-serie geproduceerd door Toei. De serie werd van 3 maart 1989 tot 23 februari 1990 uitgezonden en bestond uit 51 afleveringen.
Toen de serie in 1989 uitkwam werd hiermee het tienjarig jubileum van de Super Sentai series gevierd. Dit omdat destijds Battle Fever J nog als eerste Super Sentai serie werd gezien. Tegenwoordig wordt Turboranger nog steeds als jubileumserie beschouwt, maar sinds Toei in 1994 besloot dat Goranger en JAKQ ook tot de Sentai serie behoren is eigenlijk Choushinsei Flashman de serie waarin het tienjarig jubileum viel.

## Verhaallijn
20.000 jaar geleden vocht een ras van feeën tegen een groep demonen en sloot hen op. Maar door de huidige vervuiling van de Aarde is de magie van het slot verzwakt en zijn de demonen ontsnapt. Met de hulp van Dr. Dazai roept de laatste fee Selon een vijftal mensen bij elkaar die als kinderen zijn blootgesteld aan de “flames of spirit” van de gevallen feeën. Met speciale pakken, het product van een combinatie van Seelons magie en Dr. Dazais wetenschap, worden de vijf Turborangers om de demonen te bevechten.

## Karakters

### Turboranger
- Riki Honoo (炎力, Honō Riki) / Red Turbo (レッドターボ, Reddo Tābo): Kapitein van het honkbalteam op zijn middelbare school. Zijn techniek is de "Demonball of Fire/Honoo". Hij droomt ervan een professionele honkballer te worden. Hij heeft een groot gevoel voor gerechtigheid en vertrouwen. Hij is echter niet populair bij de meeste leraren vanwege zijn lage cijfers. Hij toont zijn vastberadenheid wanneer hij Zimba verslaat. Hij hield ook het team bij elkaar in dit laatste gevecht.
- Daichi Yamagata (山形大地, Yamagata Daichi) / Black Turbo (ブラックターボ, Burakku Tābo): een geduldige atletiekster en een goede student. Hij toont vooral veel bezorgdheid voor het team en is bereid zich voor hen op te offeren. Hij is een betrouwbare coleider.
- Youhei Hama (浜洋平, Hama Yōhei) / Blue Turbo (ブルーターボ, Burū Tābo): een zwemmer en hoogspringer. Hij is zeer goed in watergevechten. Hij is tevens een vrouwenversierder en sloot ooit vriendschap met Bell, een vrouw van een volk dat werd onderdrukt door de Jarmin.
- Shunsuke Hino (日野俊介, Hino Shunsuke) / Yellow Turbo (イエローターボ, Ierō Tābo): een turner en de grappenmaker van zijn klas. Hij heeft een jongere broer genaamd Shunji, die werd gedood bij een overval.
- Haruna Morikawa (森川はるな, Morikawa Haruna) / Pink Turbo (ピンクターボ, Pinku Tābo): de president van een studentenvereniging en een van de slimste studenten op haar school. Ze kan ook goed acteren en wist zelfs zowel haar teamgenoten als de demonen te misleiden om het medicijn dat Yoheis leven kon redden te krijgen.

### Hulp
- Dr. Dazai (太宰博士, Dazai-hakase): de wetenschapper die de wapens, pakken en mecha van de Turboranges heeft uitgevonden. Omdat hij een autofanaat is heeft hij al hun mecha en wapens gemodelleerd naar auto’s.
- Fairy Seelon (妖精シーロン, Yōsei Shīron): 18 centimeter hoog, de laatste van de feeën die de demonen 20.000 jaar geleden bevochten. Alleen de Turborangers kunnen haar met het blote oog zien. Dr. Dazai vond voor zichzelf een speciale bril uit waarmee hij haar ook kan zien.
- Saint Beast Lakia (聖獣ラキア, Seijū Rakia): een gevleugeld heilig beest dat de Aarde verdedigd. Hij vocht duizenden jaren terug ook tegen de demonen. Hij stierf uiteindelijk door de vervuiling van de aarde.
- Misa Yamaguchi (山口美佐, Yamaguchi Misa): de Turborangers' leraar. De vijf Turborangers zijn niet populair bij haar omdat ze voortdurend haar lessen missen door toedoen van hun leven als superhelden. Ze mag Dr. Dazai totaal niet omdat ze vermoedt dat hij verantwoordelijk is voor het feit dat de vijf haar lessen missen. In de finale ontdekte ze de waarheid omtrent de Turborangers.

### Hundred Violent Demon Tribes
De Hundred Violent Demon Tribes (暴魔百族, Bōma Hyakuzoku) zijn aanbidders van geweld en magie. Ze werden 20.000 jaar geleden opgesloten, maar konden nu ontsnappen door de vervuiling van de aarde. Hun basis is het Violent Demon Castle (暴魔城, Bōma Jō)
- Great Violent Demon Emperor Lagorn (大暴魔帝王ラゴーン, Dai Bōma Teiō Ragōn) (1-39, 46-51): de leider van de demonen. Hij is in het begin gedeeltelijk nog immobiel. Hij wordt uiteindelijk verraden door Yamimaru die hem schijnbaar dood. Ragorn keert echter terug als de sterkere Neo-Lagorn (ネオラゴーン, Neo Ragōn). Hij bevecht de Turboranger in de finale en wordt dan voorgoed verslagen.
- Violent Demon Doctor Lehda (暴魔博士レーダ, Bōma Hakase Rēda) (1-30): demon wetenschapper. Hij haat mensen en gebruikt altijd de eigen daden van mensen tegen hen. Wordt gedood door Red Turbo.
- Dark Violent Demon Zimba (暗闇暴魔ジンバ, Kurayami Bōma Jinba) (1-28): een samoeraidemon. Hij daagt Redturbo uit voor een duel tot de dood maar wordt door hem verslagen. Hij keert in aflevering 28 terug en wordt opnieuw gedood, dit keer door de Turbo Builder Fighter Mode.
- Violent Demon Princess Jarmin (暴魔姫ジャーミン, Bōma Hime Jāmin) (1-29): een magiër die als ze kwaad is haar echte gezicht (dat van een slang) toont. Ze is een koude maar lafhartige vrouw. Ze werd in de gedaante van een slangdemon gedood door Turbo Rugger.
- Rage Flying Violent Demon Zulten (かっとび暴魔ズルテン, Kattobi Bōma Zuruten) (1-51): een dik wezen die kan veranderen in een voertuig voor Jarmin. Hij doet alles om te winnen. Hij was de laatste van de originele vier schurken die Lagorn diende die gedood werd.
- Wular Soldiers (ウーラー兵, Ūrā Hei): de soldaten van Lagorn. Ze werden geleid door twee commandanten genaamd Wu (ウー, Ū) en Lar (ラー, Rā).
- Violent Demon Beasts (暴魔獣, Bōmajū): de monsters van de Demon Tribes. Ze zijn echter niet allemaal slecht daar een aantal van hen Lagorn verraden.

### Wandering Violent Demons
De Wandering Violent Demons (流れ暴魔, Nagare Bōma) zijn de nakomelingen van mensen en demonen.
- Yamimaru (ヤミマル, Yamimaru) (15-51): een zwervende halfdemon die geen lid mocht worden van de 100 Violent Demon Tribes. Hij was een van de weinige die niet opgesloten zat de afgelopen 20.000 jaar. In die tijd heeft hij veel kennis opgedaan over mensen. In het heden doet hij zich voor als Hikaru Nagareboshi (流星光, Nagareboshi Hikaru), een student op dezelfde school als de Turborangers. Hij plande de nederlaag van Lagorn en leek hierin te slagen. In de finale gaf hij zijn plannen op en sloot vrede met de Turborangers.
- Kirika (キリカ, Kirika) (31-51): ook een zwervende demon. Ze walgt ervan dat ze half-mens is. Haar vader was de vredelievende demon Kashim (カシム, Kashimu). In de finale sloot ze zich aan bij Yamimaru.

## Mecha
- Turbo Robo (ターボロボ, Tābo Robo): de primaire robot van de Turborangers. Gebruikt het High Speed zwaard (高速剣, Kōsoku Ken), Turbo Cannons (ターボカノン, Tābo Kanon), en Turbo Schild (ターボシールド, Tābo Shīrudo) als wapens. Zijn aanval is de Turbo Crash (ターボクラッシュ, Tābo Kurasshu).
  - Turbo GT (ターボGT, Tābo Jī Tī): Red Turbo’s mecha. Kan lasers afvuren.
  - Turbo Truck (ターボトラック, Tābo Torakku): Black Turbo’s mecha. Beschikt over een kanon.
  - Turbo Jeep (ターボジープ, Tābo Jīpu): Blue Turbo’s mecha.
  - Turbo Buggy (ターボバギー, Tābo Bagī): Yellow Turbo’s mecha.
  - Turbo Wagon (ターボワゴン, Tābo Wagon): Pink Turbo’s mecha gewapend met raketten.
- Turbo Rugger (ターボラガー, Tābo Ragā): Turborangers' tweede robot die ontstaat uit het Rugger Fighter (ラガーファイター, Ragā Faitā) luchtschip. Gewapend met een rugbybalachtige BattleBall (バトルボール, Batorubōru) en de Big Rugger Guns (ビッグラガーガン, Biggu Ragā Gan). Zijn aanval is de Screw Rugger Kick (スクリューラガークック, Sukuryū Ragā Kikku).
- Super Turbo Robo (スーパーターボロボ, Sūpā Tābo Robo): de combinatie van Turbo Robo en Turbo Rugger. Zijn ultieme aanval is de Super Mirage Beam (スーパーミラージュビーム, Sūpā Mirāju Bīmu).
- Turbo Builder (ターボビルダー, Tābo Birudā): de Turborangers' basis waar de Turbo Machines en Rugger Fighter in staan opgeslagen.
- Super Turbo Builder (スーパーターボビルダー, Sūpā Tābo Birudā): de combinatie van de Super Turbo Robo en Turbo Builder. Werd voor het eerst gebruikt tegen Lagorn. Aanval is de Super Turbo Builder Beam (スーパーターボビルダービーム, Sūpā Tābo Birudā Bīmu).

## Trivia
- Turboranger is de eerste Sentai serie waarin de basis voor de Mecha ook kon veranderen in een robot.
- Het idee voor op voertuigen gebaseerde wapens en Mecha werd later herhaald in Gekisou Sentai Carranger. Deze serie leek daardoor enorm veel op Turboranger, hoewel dat eigenlijk niet de bedoeling was van Toei.
- De kostuums van de Turboranger vormden de basis voor de Titanium ranger in Power Rangers: Lightspeed Rescue.
- Het idee van de sentai helden als scholieren werd pas weer gebruikt in Denji Sentai Megaranger. Ironisch genoeg vormde dit idee wel de basis voor vrijwel alle Power Rangers seizoenen geschreven door Douglas Sloan.
- Zowel de intro als eindtune werden ingezongen door Kenta Satou, de acteur die ook Red Turbo speelde.
- De eerste aflevering van Turboranger bevatte een teamup van alle vorige Sentai teams (beginnend met Battle Fever J). Daarmee bevatte Turboranger het grootste aantal Sentai Rangers dat ooit samen te zien was: 53.

## Afleveringen
1. Did You Guys See a Fairy!? (君達は妖精を見たか! Kimitachi wa Yōsei o mita ka!)
2. Violent Demon Castle! The 20,000-Year Curse (暴魔城! 二万年の呪い Bōma Shiro! Niman-nen no Noroi)
3. The Rumbling Human Ball! (ゴロゴロ人間ダンゴ! Gorogoro Ningen Dango!)
4. Escape! The Samurai Town (脱出だ! サムライの町 Dasshutsu da! Samurai no Machi)
5. The Influence of Sudden Death (???????? Abake no Totsuden yo Mono)
6. Slimy! Violent Demon Zombie (ヌルルッ! 暴魔ゾンビ Nururū! Bōma Zonbi)
7. The Lover-Eating Violent Demon Beast! (恋人を食べる暴魔獣! Koibito o Taberu Bōmajū!)
8. Jarmin's House That Flies in the Sky (空飛ぶジャーミンの家 Sora Tobu Jāmin no Uchi)
9. Yearning for a Demonic Flute (憧れは悪魔のフルート Akogare wa Akuma no Furūto)
10. Boys' Day Dolls That Call Demons (鬼を呼ぶ五月人形 Oni o Yobu Gogatsu Ningyō)
11. Roar! Wular Highway! (爆走! ウーラー街道! Bakusō! Ūrā Kaidō!)
12. The Violent Demon Beast That Became a Star! (星になった暴魔獣! Hoshi ni Natta Bōmajū!)
13. Activate the Witch's Trap! (魔女にワナをかけろ! Majo ni Wana o Kakero!)
14. He's Here! The Wandering Exchange Student (参上! さすらい転校生 Sanjō! Sasurai Tenkōsei)
15. Yamimaru! Lethal Alignment (ヤミマル! 必殺の照準 Yamimaru! Hissatsu no Shōjun)
16. Firing the V-Turbo Bazooka (射てVターボバズーカ Ite Bui Tābo Bazūka)
17. The Teacher Who Became a Child (子供になった先生 Kodomo ni Natta Sensei)
18. 5-Second Transformation (5分間の変身 Gofunkan no Henshin)
19. Clash! Demon Siblings (激突! 魔兄弟 Gekitotsu! Ma Kyōdai)
20. Violent Demon Tribe Haruna (暴魔族はるな Bōma Zoku Haruna)
21. DOSUKOI Contest (ドスコイ勝負 Dosukoi Shōbu)
22. Youth Road! (青春ロード! Seishun Rōdo!)
23. A Lot of Ghosts (幽霊いっぱい Yōrei Ippai)
24. Dreadful! Summer Sea (怖い! 夏の海 Kowai! Natsu no Umi)
25. The Fighting Puppy (戦う子犬 Tatakau Koinu)
26. Riki! Desperate Situation (力! 絶体絶命 Riki! Zettai Zetsumei)
27. Girl Violent Demon Rin (少女暴魔リン Shōjo Bōma Rin)
28. Robo Fusion Failure (ロボ合体不能 Robo Gattai Funō)
29. Hurry! New Model Robo (急げ新型ロボ Kyōge Shindaka Robo)
30. The End of Rehda (レーダの最後 Rēda no Saigo)
31. Woman Warrior Kirika (女戦士キリカ Onna Senshi Kirika)
32. The Demonic Big Mystery Bird! (悪魔の大怪鳥! Akuma no Ōge Tori)
33. Steal! Youhei's Face (奪え! 洋平の顔 Ubae! Yōhei no Kao)
34. Zulten's Sneaky Trick (ズルテンの裏技 Zuruten no Urawaza)
35. The Majin Sword That Calls Love (愛を呼ぶ魔神剣 Ai o Yobu Majin Ken)
36. Memories of Destiny... (運命の想い出… Unmei no Omoide...)
37. Mysterious Kung Fu Girl (カンフー謎少女 Kan Fū Nazo Shōjo)
38. The Painting of Hell That Devours People (人を喰う地獄絵 Hito o Kū Jigokue)
39. The End of Ragorn (ラゴーンの最後 Ragōn no Saigo)
40. Walk! Child of Shikoku (歩け! 四国の子 Aruke! Shikoku no Ko)
41. The Star Is Me! (スターは俺だ! Sutā wa Ore da!)
42. Scary Birthday! (コワイ誕生日! Kowai Tanjōbi!)
43. The Sixth Soldier! (6人目の戦士! Rokunin-me no Senshi)
44. Stream Violent Demon Legend (流れ暴魔伝説 Nagare Bōma Densetsu)
45. Super Magic Boy (超マジック少年 Chō Majikku Shōnen)
46. Ragorn's Counterattack (ラゴーンの逆襲 Ragōn no Gyakushū)
47. SOS Transformation Failure (SOS変身不能 Esu Ō Esu Henshin Funō)
48. Stream Violent Demon's Secret (流れ暴魔の秘密 Nagare Bōma no Himitsu)
49. Beautiful Kirika (美しきキリカ Utsukushiki Kirika)
50. The Dreadful Big Seal (恐るべき大封印 Osorubeki Dai Fūin)
51. Graduation of Youth (青春の卒業式 Seishun no Sotsugyōshiki)

### Special
- Turboranger Special (Aflevering 1 is eigenlijk een samenvatting van de sentai series Battle Fever J t/m Liveman)
- Kousoku Sentai Turboranger (bioscoop samenvatting van de serie).